# Catephia discophora
Catephia discophora là một loài bướm đêm trong họ Erebidae.